# Europawahl in Dänemark 1994
Die Europawahl in Dänemark 1994 fand am 9. Juni 1994 im Rahmen der EU-weit stattfindenden Europawahl 1994 statt. In Dänemark wurden 16 der 567 Sitze vergeben. Die Wahlbeteiligung lag bei 52,9 %.

## Ausgangslage

### Scheidendes Parlament
| Fraktion                       | Fraktion                                         | Mandate | Partei                 | Partei                      | Mandate |
| ------------------------------ | ------------------------------------------------ | ------- | ---------------------- | --------------------------- | ------- |
|                                | Fraktion der Europäischen Volkspartei            | 4 / 16  |                        | Det Konservative Folkeparti | 2 / 16  |
|                                | Fraktion der Europäischen Volkspartei            | 4 / 16  | Centrum-Demokraterne   | 2 / 16                      |         |
|                                | Regenbogenfraktion                               | 4 / 16  |                        | JuniBevægelsen              | 3 / 16  |
|                                | Regenbogenfraktion                               | 4 / 16  | Folkebevægelsen mod EU | 1 / 16                      |         |
|                                | Fraktion der Sozialdemokratischen Partei Europas | 3 / 16  |                        | Socialdemokraterne          | 3 / 16  |
|                                | Liberale und Demokratische Fraktion              | 2 / 16  |                        | Venstre                     | 2 / 16  |
|                                | Fraktionslose                                    | 2 / 16  |                        | Unabhängige                 | 2 / 16  |
|                                | Fraktion Die Grünen                              | 1 / 16  |                        | Socialistisk Folkeparti     | 1 / 16  |
|                                |                                                  |         |                        |                             |         |
| Quelle: Europäisches Parlament |                                                  |         |                        |                             |         |

Unabhängige: Ejner Christiansen und Klaus Riskær Pedersen.

### Listen und Parteien
| N. | Liste | Liste                            | Europapartei |
| -- | ----- | -------------------------------- | ------------ |
| A  |       | Socialdemokraterne (S)           | SPE          |
| B  |       | Radikale Venstre (RV)            | ELDR         |
| C  |       | Det Konservative Folkeparti (KF) | EVP          |
| D  |       | Centrum-Demokraterne (CD)        | –            |
| F  |       | Socialistisk Folkeparti (SF)     | –            |
| J  |       | JuniBevægelsen                   | –            |
| N  |       | Folkebevægelsen mod EU           | –            |
| Q  |       | Kristeligt Folkeparti (KrF)      | –            |
| V  |       | Venstre (V)                      | ELDR         |
| Z  |       | Fremskridtspartiet (Frp)         | –            |

## Ergebnis
Die Sitze wurden nach dem D’Hondt-Verfahren vergeben. Dabei waren jeweils die Listen B und Q, J und N, sowie C, D und V verbunden.
| Listen                       | Listen                      | Stimmen   | %    | +/-  | Mandate | +/- |
| ---------------------------- | --------------------------- | --------- | ---- | ---- | ------- | --- |
|                              | Venstre                     | 394.362   | 19,0 | +2,3 | 4       | +1  |
|                              | Det Konservative Folkeparti | 368.890   | 17,7 | +4,4 | 3       | +1  |
|                              | Socialdemokraterne          | 329.202   | 15,8 | –7,5 | 3       | –1  |
|                              | JuniBevægelsen              | 316.687   | 15,2 | Neu  | 2       | Neu |
|                              | Folkebevægelsen mod EU      | 214.735   | 10,3 | –8,6 | 2       | –2  |
|                              | Socialistisk Folkeparti     | 178.543   | 8,6  | –0,5 | 1       | ±0  |
|                              | Radikale Venstre            | 176.480   | 8,5  | +5,7 | 1       | +1  |
|                              | Fremskridtspartiet          | 59.687    | 2,9  | –2,4 | –       | ±0  |
|                              | Kristeligt Folkeparti       | 22.986    | 1,1  | –1,6 | –       | ±0  |
|                              | Centrum-Demokraterne        | 18.365    | 0,9  | –7,1 | –       | –2  |
| Gesamt                       | Gesamt                      | 2.079.937 | 100  |      | 16      | –   |
|                              |                             |           |      |      |         |     |
| Ungültige Stimmen            | Ungültige Stimmen           | 33.843    | 1,6  |      |         |     |
| Wähler                       | Wähler                      | 2.113.780 | 52,9 |      |         |     |
| Wahlberechtigte              | Wahlberechtigte             | 3.994.200 |      |      |         |     |
|                              |                             |           |      |      |         |     |
| Quelle: Indenrigsministeriet |                             |           |      |      |         |     |

## Fraktionen im Europäischen Parlament
| Partei                         | Partei                      | Mandate | Fraktion     |
| ------------------------------ | --------------------------- | ------- | ------------ |
|                                | Venstre                     | 4 / 16  | ELDR         |
|                                | Det Konservative Folkeparti | 3 / 16  | EVP-ED       |
|                                | Socialdemokraterne          | 3 / 16  | SPE          |
|                                | JuniBevægelsen              | 2 / 16  | EN           |
|                                | Folkebevægelsen mod EU      | 2 / 16  | EN           |
|                                | Socialistisk Folkeparti     | 1 / 16  | Die Grünen a |
|                                | Radikale Venstre            | 1 / 16  | ELDR         |
|                                |                             |         |              |
| Quelle: Europäisches Parlament |                             |         |              |